# Caloptilia umbratella
Caloptilia umbratella là một loài bướm đêm thuộc họ Gracillariidae. Nó được tìm thấy ở Canada (Ontario và Québec) và Hoa Kỳ (Kentucky và Virginia).
Ấu trùng ăn Acer rubrum và Acer saccharum. Chúng ăn lá nơi chúng làm tổ.